# Lustrup (Esbjerg Kommune)
 For alternative betydninger, se Lustrup. (Se også artikler, som begynder med Lustrup)
Lustrup er en lille landsby i Sydvestjylland med 260 indbyggere  (2024), beliggende i Sankt Katharine Sogn, et par kilometer syd for Ribe. Byen ligger i Esbjerg Kommune og tilhører Region Syddanmark.
Umiddelbart vest for Lustrup ligger gården Lustrupholm, der i dag fungerer som hovedbygning på Ribe Vikingecenter.
Landsbyen ejer i fællesskab Lustrup Fællesjord, der ligger et par km mod sydøst.